# Linea M5 (metropolitana di Milano)
La linea M5 è una linea della metropolitana di Milano che attraversa la città da nord (capolinea Bignami) a nord-ovest (capolinea di San Siro Stadio).
Quarta linea della metropolitana milanese a essere costruita e prima a essere realizzata come metropolitana leggera, è dotata di gallerie, stazioni e treni di dimensioni ridotte rispetto alle prime tre linee. Viene anche chiamata "linea lilla" per il colore con cui è disegnata nelle mappe e che risulta essere il colore principale utilizzato nella decorazione delle stazioni e dei treni.
Incrocia la linea M3 nella stazione Zara, la linea M2 e il passante nella stazione Garibaldi FS e la linea M1 nella stazione Lotto, mentre non ha nessun interscambio con la linea M4.

## Storia

### Progettazione

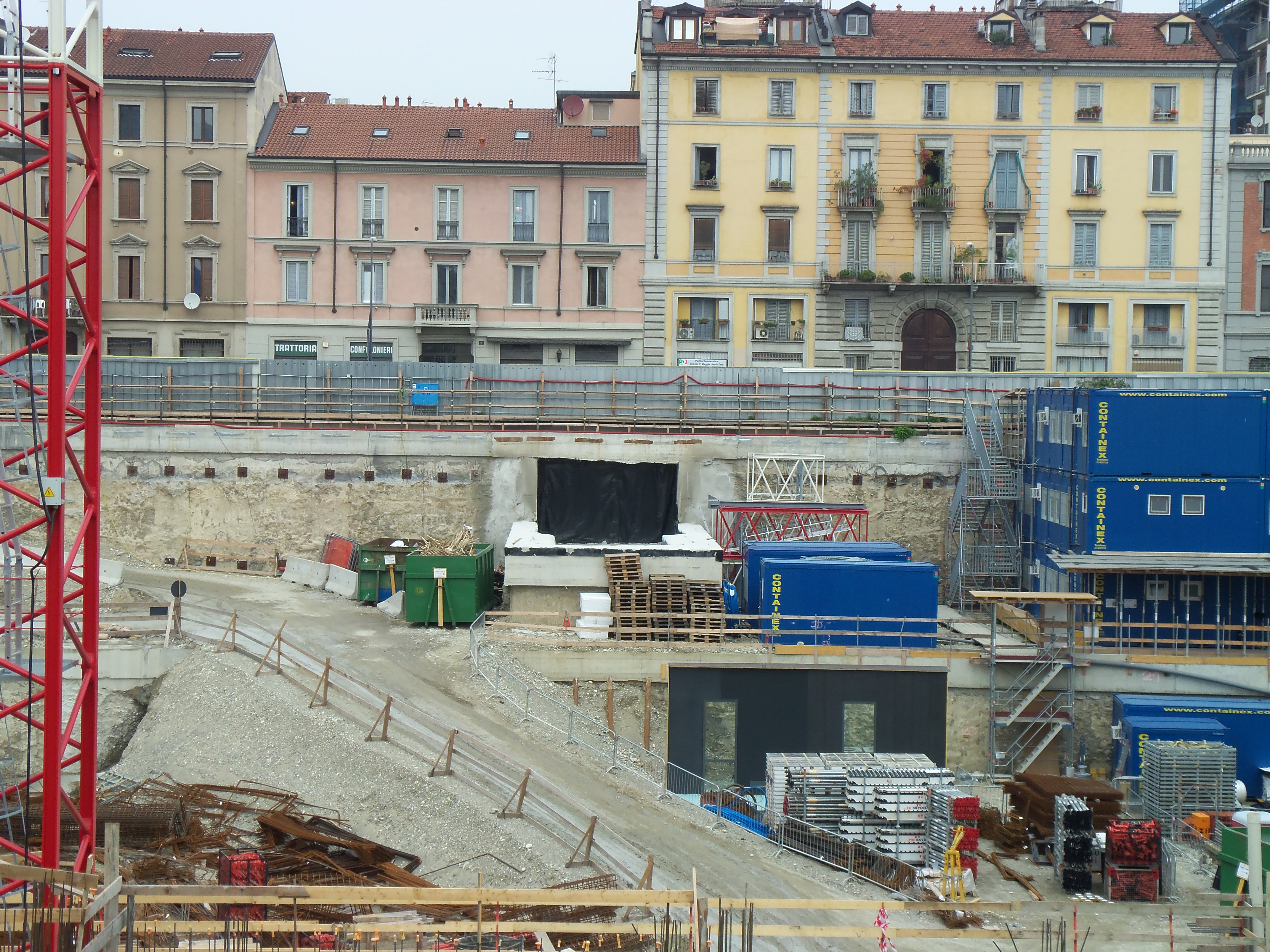
Cantiere della stazione Garibaldi

Nel 1999 venne formulata per la prima volta l'idea di costruire una quarta linea di metropolitana a Milano, che servisse l'importante asse viario di viale Fulvio Testi e lo collegasse con viale Zara, dove si sarebbe potuta incrociare con la linea M3; il carico di passeggeri stimato era di circa 14 000 all'ora.
Nel 2003, con il metodo della finanza di progetto, ad aggiudicarsi la concessione del progetto fu il gruppo Metro 5 SpA, costituito dalle società Astaldi, Ansaldo Sistemi, AnsaldoBreda, Alstom, ATM e Torno. La linea M5 nacque come unione di due progetti di tratte differenti: una da Porta Garibaldi a Bignami, l'altra da Porta Garibaldi allo Stadio San Siro e a Settimo Milanese. Inizialmente questi due progetti erano stati considerati separatamente, tuttavia i progettisti si trovarono a fronteggiare il problema per cui queste due nuove linee avrebbero dovuto incrociare entrambe la linea M2 presso la fermata di Garibaldi FS. Si sarebbe dunque pregiudicata la possibilità per queste due linee di avere successive estensioni oltre tale fermata; si decise pertanto di unire i due progetti. La linea M5, o "linea lilla", avrebbe quindi congiunto le due tratte, e la fermata di Garibaldi FS sarebbe stata posta a maggiore profondità, sotto quella della linea M2.
Nel novembre 2006 si deliberò l'approvazione del progetto e si completarono i finanziamenti.
La prima tratta, tra le stazioni di Bignami e Zara, fu inaugurata e aperta al pubblico il 10 febbraio 2013. La seconda tratta, tra le stazioni di Zara e Garibaldi, venne inaugurata il 1º marzo 2014. A partire dal 29 aprile 2015 fu inaugurata la tratta mancante, in cui inizialmente sono entrate in servizio solo cinque stazioni (Domodossola FN, Lotto Fieramilanocity, Segesta, San Siro Ippodromo e il capolinea occidentale di San Siro Stadio). Le fermate mancanti sono state aperte in seguito: Portello è stata inaugurata il 6 giugno, Cenisio il 20 giugno, Gerusalemme il 26 settembre, Monumentale l'11 ottobre e infine Tre Torri il 14 novembre 2015.

### Lavori
I lavori per la prima tratta iniziarono ufficialmente il 16 luglio 2007. Nel novembre del 2010, i primi due convogli furono calati nel cantiere tra viale Marche e via Keplero. Nel maggio dell'anno seguente iniziò la fase di collaudo. Per la seconda tratta, da Garibaldi a San Siro Stadio, i lavori preliminari sono cominciati il 22 novembre 2010, mentre gli scavi nella stazione di San Siro Stadio sono partiti il 19 marzo 2012 con la messa in funzione della fresa meccanica, destinata a congiungersi nella stazione Tre Torri nella prima metà del 2013, con la "talpa" gemella partita da Monumentale. Il 26 marzo 2013 le talpe partite da San Siro abbatterono il diaframma nel pozzo, e le gallerie della tratta San Siro Stadio - Tre Torri furono completate allo stato rustico.

### Completamento
Benché l'amministrazione comunale, all'epoca guidata dal sindaco Giuliano Pisapia, auspicasse di aprire temporaneamente la prima tratta della linea, da Bignami a Zara, in occasione dell'Incontro Mondiale delle Famiglie tra il 30 maggio e il 3 giugno 2012, così da creare un collegamento con l'aeroporto di Bresso, una commissione ministeriale ritenne non sufficiente il tempo per il collaudo. In un primo momento, l'apertura del tronco Bignami-Zara era comunque prevista per ottobre, ma subì poi successivi slittamenti; secondo gli accordi, a partire dal 1º novembre 2012 il consorzio Metrò 5 S.p.A. era tenuto al pagamento al comune di trentaduemila euro di penale per ogni giorno di ritardo sulla consegna.
Il 20 novembre 2012 arrivò il benestare dell'USTIF a iniziare la fase di pre-esercizio per la nuova linea, durata 45 giorni e a cura dell'Atm. L'inaugurazione della tratta Bignami-Zara avvenne il 10 febbraio 2013. Il 1º marzo 2014 venne attivata la tratta Zara-Garibaldi FS.
A dicembre 2014 il comune di Milano, tramite la propria pagina ufficiale di Facebook, comunicò che il 29 aprile 2015, tre giorni prima dell'inaugurazione dell'Expo tenuto a Rho, sarebbero state aperte le fermate di San Siro Stadio, San Siro Ippodromo, Segesta, Lotto e Domodossola, mentre il completamento della linea era previsto per ottobre 2015.
Con l'arrivo a San Siro della linea lilla, la rete metropolitana di Milano superò i 100 km d'estensione (in tutto 101), confermandosi la più estesa in Italia e tra le più importanti d'Europa.
Il 22 maggio 2015 il comune ha annunciato l'apertura della stazione Portello per il 6 giugno e della stazione Cenisio per il 20 giugno 2015. Il 26 settembre 2015 è stata invece inaugurata la stazione di Gerusalemme e l'11 ottobre 2015 la stazione di Monumentale. Il 14 novembre l'inaugurazione della stazione di Tre Torri ha portato a compimento la linea.

## Consorzio e costi
La progettazione, costruzione e gestione è a cura della società Concessionaria Metro 5 S.p.A., che finanzia il progetto per circa il 40% e a cui spetta la gestione della linea dal 2013 al 2040. È una società privata costituita da:
- Ferrovie dello Stato Italiane (36,7%)
- Partecipazioni Italia (2,0%)
- Azienda Trasporti Milanesi (20,0%)
- Hitachi Rail STS (31,9%)
- Alstom Ferroviaria (9,4%)

### Dettaglio costi

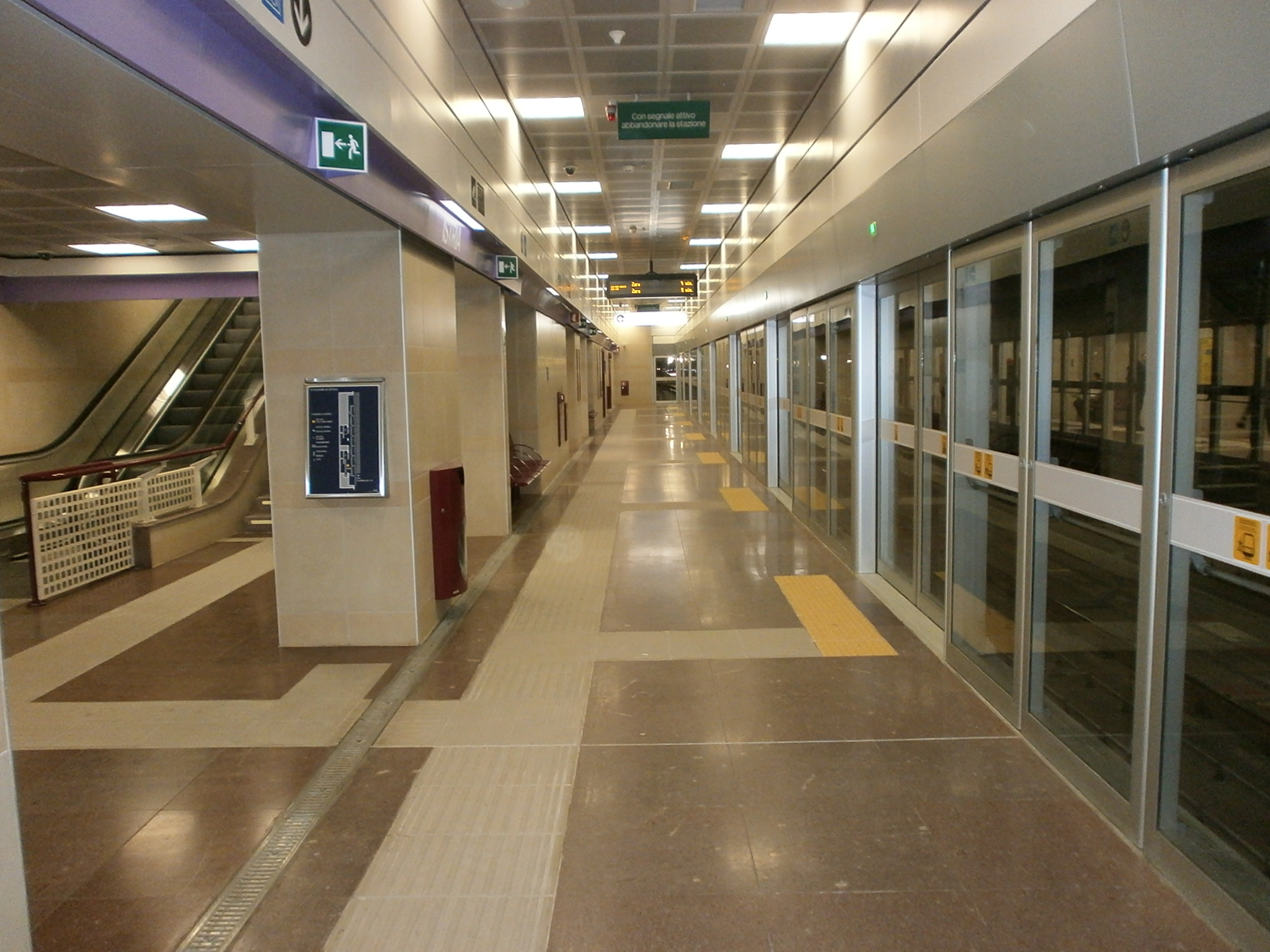
Porte di banchina nella stazione Istria

Per la tratta Garibaldi-Bignami (inclusi i relativi treni), il costo previsto è di 557 milioni di euro. L'intervento è realizzato in finanza di progetto ed è contribuito per il 60% da fondi pubblici (circa 257 milioni di euro dello Stato e 69 milioni di euro del Comune di Milano) e per il 40% da privati (circa 231 milioni di euro da Metro 5 S.p.A.).
Per il restante tracciato San Siro-Garibaldi è previsto un costo pari a 795,85 milioni di euro, di cui 391 a carico dello Stato, 83 del Comune di Milano e 321,85 di Metro 5 S.p.A.
Metro5 S.p.A. gestirà la linea fino al 2040, mentre l'esercizio è affidato ad ATM.

## Dirigenza

### Presidenti
- Dal 2017: Roberto Passalacqua
- 2016-2017: Stefano Siragusa
- 2012-2015: Antonio Liguori
- 2006-2011: Sante Roberti

### Amministratori delegati
- Dal 2019: Serafino Lo Piano
- 2017-2019: Amerigo Del Buono
- 2016-2017: Giuseppe Nardi
- 2011-2016: Giovanni D'Alò
- 2006-2010: Giuseppe Nardi

## Caratteristiche tecniche

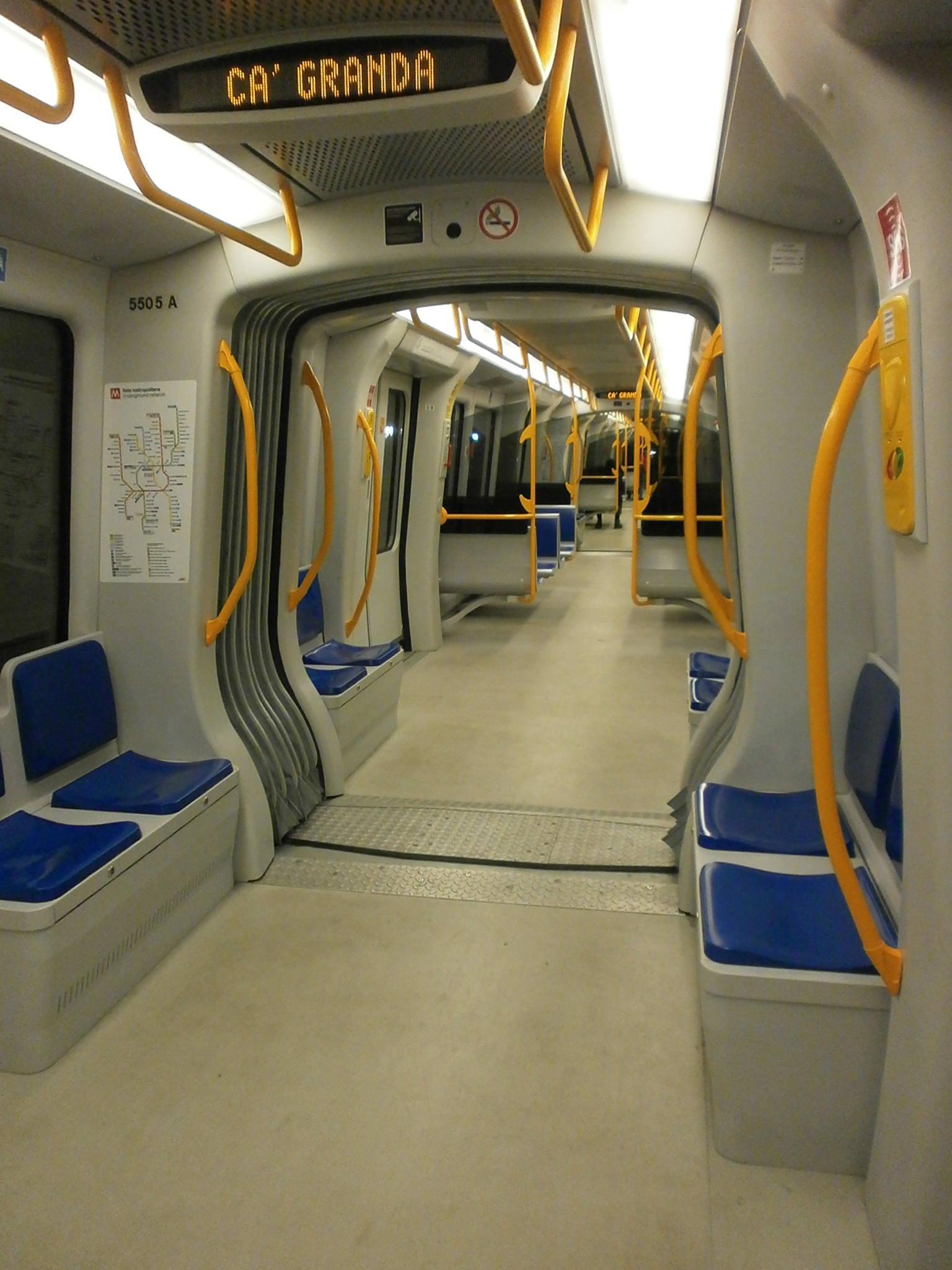
Metrò Automatico AnsaldoBreda in servizio sulla linea M5

La linea lilla è dotata di alimentazione elettrica tramite terza rotaia alla tensione di 750 V in corrente continua; lo scartamento è quello ordinario di 1 435 mm. È la prima linea di Milano con un sistema di gestione e guida completamente automatico, nonché la prima ad avere le banchine completamente separate dai treni tramite porte di banchina, che si aprono all'arrivo dei treni solo quando essi sono completamente fermi e con le proprie porte allineate.
Tutta la linea è controllata e comandata da un'unica centrale di controllo, situata presso il deposito/officina del capolinea Bignami, da cui è possibile eseguire qualsiasi comando sui treni in movimento e su tutti gli ambienti.
La linea è collegata al resto della rete da un binario di raccordo che ha origine tra le stazioni Isola e Garibaldi FS, che permette di raggiungere la linea M2 e, come gli altri raccordi, è stato realizzato per portare i treni nel deposito di Precotto, il più vicino in grado di effettuare riparazioni.
Le banchine sono lunghe solo 50 metri, contro i 110 delle prime tre linee di Milano, e i treni impiegati sono egualmente più corti; le ridotte dimensioni sono compensate dalle frequenze dei treni molto alte, consentendo di trasportare fino a 24000 passeggeri all'ora. Sebbene il completo automatismo permetta una frequenza massima di un treno ogni 90 secondi in condizioni ordinarie e ogni 75 secondi in casi eccezionali, la frequenza massima attuale si attesta sui 150 secondi, a causa del numero limitato di treni disponibili.
La velocità commerciale dichiarata è di 30 km/h, per un tempo di percorrenza teorico della linea di poco inferiore ai 26 minuti.
I treni corrono a una profondità variabile tra i 12 e i 28 metri; il progetto ha previsto la costruzione di una galleria a canna doppia nella tratta Bignami-Marche e di due gallerie a canna singola nel tratto Marche-Zara. Il punto più profondo della linea è la stazione Lotto, che all'atto della sua inaugurazione è diventata la stazione più profonda in assoluto della rete metropolitana milanese, primato che ha strappato alla stazione Duomo della linea M3, che lo deteneva dal 1990, per poi perderlo nel 2022 in favore della stazione Dateo della linea M4.

## Materiale rotabile

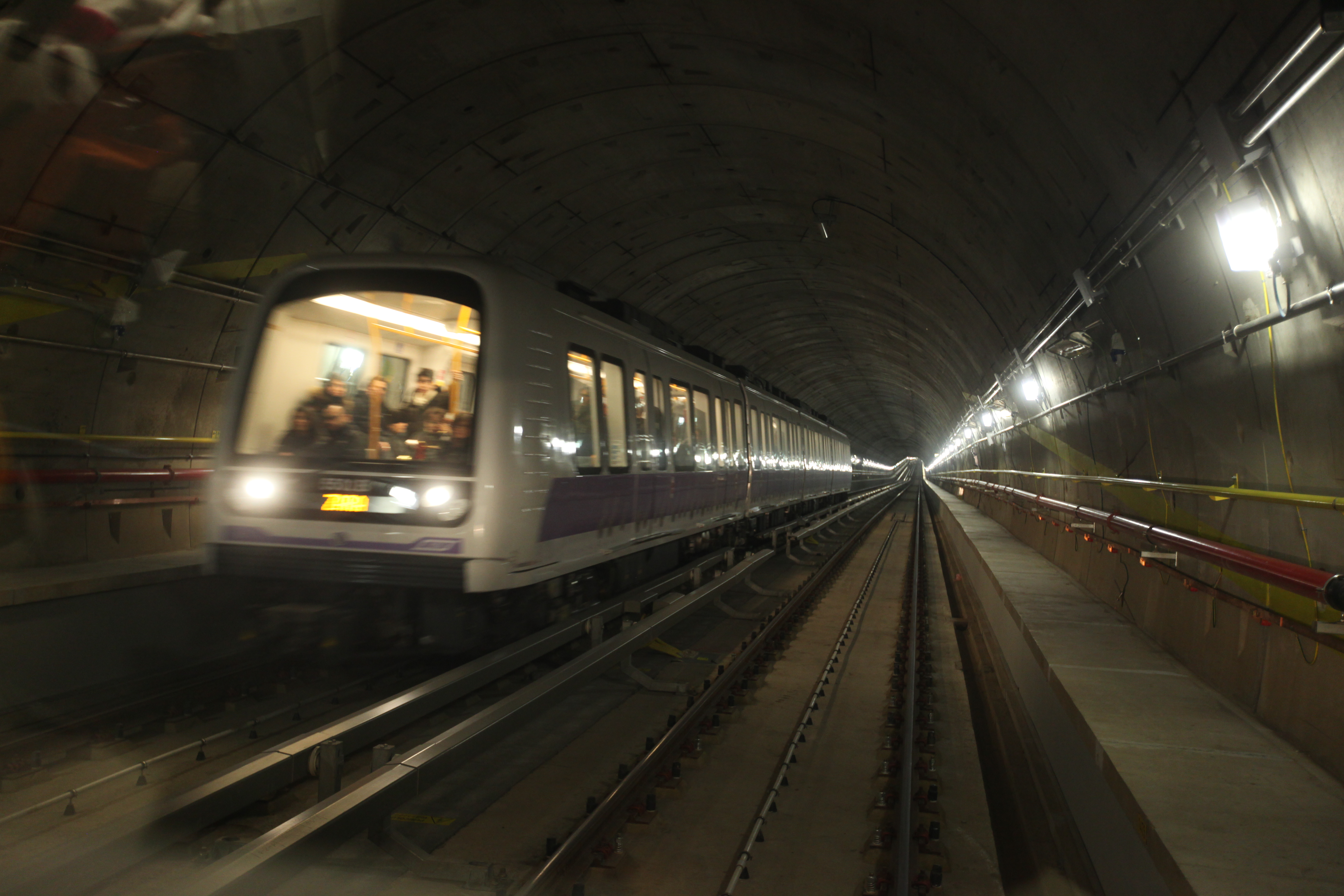
Un convoglio Metropolitana driverless Hitachi Rail Italy diretto a Zara.

I convogli sono 21 treni Serie 5500, del tipo "MAAB" (Metrò Automatico AnsaldoBreda) a quattro casse non separabili e intercomunicanti, della lunghezza di 50,5 metri e larghezza di 2,65 metri. La capienza è di 536 passeggeri, di cui 96 seduti. Il design dei treni fu originariamente realizzato in collaborazione con Giugiaro per la metropolitana di Copenaghen.

## Frequentazione
| anno                                                                    | anno |  | passeggeri | passeggeri |
| ----------------------------------------------------------------------- | ---- |  | ---------- | ---------- |
| 2023                                                                    | 2023 |  | 43 537 308 |            |
| 2022                                                                    | 2022 |  | 37 332 812 | 1          |
| 2021                                                                    | 2021 |  | 26 263 095 | 1          |
| 2020                                                                    | 2020 |  | 22 934 526 | 1          |
| 2019                                                                    | 2019 |  | 48 963 504 |            |
| 2018                                                                    | 2018 |  | 45 469 881 |            |
| note 1 Anni interessati dalle restrizioni connesse all'emergenza COVID. |      |  |            |            |

## Stazioni
La linea in esercizio è lunga 12,9 km ed è composta da diciannove fra stazioni e fermate. Nell'elenco che segue, a fianco a ogni impianto, sono indicati i servizi presenti e gli eventuali interscambi ferroviari.
| Urban head station in tunnel |

| Urban tunnel stop on track |

| Urban tunnel stop on track |

| Urban tunnel stop on track |

| Urban tunnel stop on track |

| Urban tunnel stop on track |

| Unknown route-map component "utCONTgq" | Unknown route-map component "utTINTto" | Unknown route-map component "utCONTfq" |

| Urban tunnel stop on track |

| Unknown route-map component "utSTR+l" | Unknown route-map component "utKRZtu" | Unknown route-map component "utCONTfq" |

| Unknown route-map component "utABZg+l" | Unknown route-map component "utABZg+r" |  |

| Unknown route-map component "tSHI3+rq" + Unknown route-map component "utSTRl" | Unknown route-map component "umtTINTto" + Unknown route-map component "utTINTtu" | Unknown route-map component "tSHI3lq" + Unknown route-map component "utCONTfq" |

| Urban tunnel stop on track |

| Urban tunnel stop on track |

| Urban tunnel stop on track |

| Unknown route-map component "utINT" |

| Urban tunnel stop on track |

| Urban tunnel stop on track |

| Unknown route-map component "utCONTgq" | Unknown route-map component "utTINTtu" | Unknown route-map component "utCONTfq" |

| Urban tunnel stop on track |

| Urban tunnel stop on track |

| Urban End station in tunnel |

## Depositi
La linea ha un solo impianto di deposito e officina situato nei pressi del capolinea di Bignami, dove è situata anche la centrale di controllo. Ciò riduce la frequenza massima dei treni da uno ogni 75 secondi a uno ogni 150 secondi, dato che non è possibile ospitare un numero superiore di vetture. Un nuovo deposito, in questo caso in superficie, sarà costruito insieme al futuro prolungamento della linea.

## Prolungamenti
Sono stati ipotizzati prolungamenti in entrambe le direzioni della linea: uno verso ovest in direzione di Settimo Milanese, dove verrebbe realizzato un parcheggio di interscambio, e uno verso nord fino a Monza Bettola, dove avverrebbe un altro interscambio con la linea M1 e un deposito, e poi ancora fino dentro a Monza con capolinea presso il polo istituzionale di via Grigna.
Nel settembre 2016 la Regione ha dato il via libera al prolungamento dal capolinea Bignami fino alla città di Monza e nel maggio 2017 Metropolitana Milanese ha dato il via libera alla fattibilità tecnico-economica del prolungamento. Il tracciato approvato prevede la realizzazione di undici nuove stazioni:
- Testi-Gorky, viale Fulvio Testi, Cinisello Balsamo (altezza polo scolastico);
- Rondinella-Crocetta, via Stalingrado ang. viale Fulvio Testi, Cinisello Balsamo;
- Lincoln, via Lincoln ang. via Andrea Doria, Cinisello Balsamo;
- Monza Bettola , Cinisello Balsamo/Monza;
- Campania, viale Campania, Monza;
- Marsala, via Marsala ang. via Goldoni, Monza;
- Monza FS , Monza;
- Trento e Trieste, piazza Trento e Trieste, Monza;
- Villa Reale-Parco di Monza, viale Regina Margherita ang. viale Cesare Battisti, Monza;
- Ospedale San Gerardo, piazza della Resistenza, Monza;
- Polo istituzionale, via Grigna, Monza.

Nel 2019 la Giunta regionale ha approvato la richiesta di convenzione tra Regione Lombardia, Comune di Milano e Ministero dei Trasporti per il prolungamento della linea. Il costo sarà di 1265000000 di euro, così ripartiti: Stato (900 mln), Regione Lombardia (283 mln), Comune di Milano (37 mln), Comune di Monza (27,5 mln) Comune di Cinisello Balsamo (13 mln) e Comune di Sesto San Giovanni (4,5 mln).
Il prolungamento dovrebbe entrare in esercizio entro il 2031.